# جوناثان ريس مايرز
جوناثان ريس مايرز (بالإنجليزية: Jonathan Rhys Meyers)‏ (ولد جوناثان مايكل فرانسيس اوكيفي؛ في 27 يوليو 1977) هو ممثل ايرلندي وعارض أزياء سابق.

## حياته المهنية
مثل «ريس مايرز» في كثير من المسلسلات. والأفلام نذكر منها:-
- الإسكندر (فيلم) (2002) مثل بدور كاسندر (الذي نصب نفسه وصي عرش الأمبراطور أسكندر المقدوني).
- مهمة مستحيلة 3 (2004) في دور ديكلان جورملي.
- مع حبي من باريس (فيلم) (2010) مثل بدور جيمس ريس.
- أوجست رش (2007) مثل بدور لويس كونلي.
- إلفيس (مسلسل) (2005) مثل بدور إلفيس بريسلي (فنان أمريكي العالمي الراحل موسسيفار "الروك اند رول).
- أسرة تيودور (مسلسل) (2007-2010) مثل بدور ملك هنري الثامن (ملك إنجلترا).
- دراكولا (مسلسل) (2013) مثل بدور كونت دراكولا.
- فايكنق (مسلسل) مثل بدور الأسقف هيموند.[5]

## وصلات خارجية
- جوناثان ريس مايرز على موقع IMDb (الإنجليزية)
- جوناثان ريس مايرز على موقع مونزينجر (الألمانية)
- جوناثان ريس مايرز على موقع قاعدة بيانات الأفلام العربية
- جوناثان ريس مايرز على موقع ألو سيني (الفرنسية)
- جوناثان ريس مايرز على موقع ميوزك برينز (الإنجليزية)
- جوناثان ريس مايرز على موقع تيرنر كلاسيك موفيز (الإنجليزية)
- جوناثان ريس مايرز على موقع أول موفي (الإنجليزية)
- جوناثان ريس مايرز على موقع بوكس أوفيس موجو (الإنجليزية)
- جوناثان ريس مايرز على موقع قاعدة بيانات الأفلام السويدية (السويدية)
- جوناثان ريس مايرز على موقع إن إن دي بي (الإنجليزية)
- Jonathan Rhys Meyers at Emmys.com نسخة محفوظة 25 يونيو 2013 على موقع واي باك مشين.